# Tim Story (Regisseur)
Timothy Kevin Story (* 13. März 1970 in Los Angeles, Kalifornien) ist ein US-amerikanischer Filmregisseur und Filmproduzent.

## Leben
Tim Story besuchte die Westchester High School in Los Angeles mit dem Jazzpianisten Eric Reed sowie den Schauspielern Regina King und Nia Long. Er graduierte an der School of Cinema-Television der University of Southern California.
Story gab mit One of Us Tripped  sein Regiedebüt im Jahr 1997. Zwei Jahre später folgte The Firing Squad. Für diese Produktion, ebenso wie für den von Albert Pyun im gleichen Jahr gedrehten Film Urban Menace lieferte Story die grundlegende Geschichte ab. 
2008 produzierte er den Film First Sunday. Zuvor war er in den Jahren 2006 und 2007 als ausführender Produzent an der Serie Standoff beteiligt gewesen. 
Bisher war Story drei Mal für den Black Reel Award nominiert. Zudem erhielt er zwei Nominierungen für den Image Award. 

## Filmografie (Auswahl)

### Regie
- 1997: One of Us Tripped
- 1999: The Firing Squad
- 2002: Barbershop
- 2004: New York Taxi (Taxi)
- 2005: Fantastic Four
- 2006: Standoff (Fernsehserie, Episode 1x01)
- 2007: Fantastic Four: Rise of the Silver Surfer
- 2009: Stürmische Zeiten – Gib niemals auf (Hurrican Season)
- 2010: CSI: Miami (Fernsehserie, Episode 9x07)
- 2011: Supah Ninjas (Fernsehserie, Episode 1x23)
- 2012: Denk wie ein Mann (Think Like a Man)
- 2014: Ride Along
- 2014: Denk wie ein Mann 2 (Think Like a Man Too)
- 2016: Ride Along: Next Level Miami (Ride Along 2)
- 2017: White Famous (Fernsehserie, 4 Episoden)
- 2019: Shaft
- 2021: Tom & Jerry
- 2021: Queens (Fernsehserie, 2 Episoden)
- 2022: The Blackening
- 2023: Viel Wirbel um Weihnachten (Dashing Through the Snow)

### Produktion
- 2008: First Sunday
- 2023: Praise This